# Bouquet (Gard)
Bouquet é uma comuna francesa na região administrativa de Occitânia, no departamento de Gard. Estende-se por uma área de 30,26 km². Em 2010 a comuna tinha 182 habitantes (densidade: 6 hab./km²).